# Леско
Лѐско (на полски: Lesko) е град в Югоизточна Полша, Подкарпатско войводство. Административен център е на Лесковски окръг, както и на градско-селската Лесковска община. Заема площ от 15,33 км2.

## Население
Според данни от полската Централна статистическа служба, към 1 януари 2014 г. населението на града възлиза на 5 629 души. Гъстотата е 367 души/км2.

## Побратимени градове
- Снина, Словакия[2]